# Brephidium exilis
Brephidium exilis is een vlinder uit de familie van de Lycaenidae. De wetenschappelijke naam van de soort is voor het eerst gepubliceerd in 1852 door Jean Baptiste Boisduval.
De spanwijdte bedraagt 12 tot 20 millimeter.

## Verspreiding
De soort komt van nature voor in de Verenigde Staten, de Bahama's, Cuba, de Dominicaanse Republiek, de Kaaimaneilanden en Mexico (Yucatan). Daarnaast komt deze vlinder als gevolg van menselijk handelen voor in Oman (vroegste waarneming in 2006), de Verenigde Arabische Emiraten (vroegste waarneming in 1995) en Saoedi-Arabië (vroegste waarneming in 2006).

## Waardplanten
De rups leeft op Amaranthus, Salicornia, Suaeda, Chenopodium, Salsola, Halogeton, Allenrolfea, Cycloloma, Bassia, Beta, Grayia, Kochia, Suckleya, Artiplex, Krascheninnikovia, Salsola, Zaleya pentandra, Sarcobatus, Portulaca, Sesuvium, Trianthema en Krapéwiwiri.

## Ondersoorten
- Brephidium exilis exilis (Boisduval, 1852)
- Brephidium exilis yucateca Clench, 1970
- Brephidium exilis thompsoni Carpenter & Lewis, 1943
- Brephidium exilis isophthalma (Herrich-Schäffer, 1862)